# Himiko
Himiko eller Pimiko (卑弥呼), född 170, död 248 e.Kr., var en japansk shaman och regerande drottning av Yamataikoku i Wa (Japan) mellan 189 och 249 (traditionella årtal). 
Samtida kinesiska krönikor nämner Himiko i samband med förbindelser mellan Wa och det kinesiska kungadömet Cao Wei (220–265), och förklarar att Himiko ursprungligen var en shamanprästinna som hade valts till härskare efter många års tronstrider mellan kungarna i Wa.  Hon ska ha varit ogift och regerat med stöd av sin bror.  Himiko beskrivs som en drottning som hade valts till monark sedan hon "förhäxat folket med magi"; sedan hon bestigit tronen sågs hon aldrig offentligt utan levde i ett välbevakat palats med tusentals tjänarinnor men endast en manlig tjänare, som fungerade som hennes talesman till omvärlden.  Hon sände en ambassad med tribut av slavar till Kina, och Kinas kejsare sände tillbaka tacksägelser och en utmärkelse som gjorde henne till vasall.  Efter hennes död utbröt tronstrider, och fred uppnåddes inte förrän hennes släkting drottning Taiyoo kunde bestiga tronen. 
Även koreanska källor nämner Himiko, då hon sände en ambassad också dit. 
Samtida japanska dokument nämner däremot inte Himiko.  Endast en källa nämner att en "drottning av Wa" sände en ambassad till Korea, men ordet "drottning" blev senare i samma dokument ändrat till ordet "kung".  Det anses möjligt att Himiko med avsikt uteslutits från samtida och senare dokument av senare härskare. Hon har identifierats med en rad andra historiska figurer.  Bland dem den legendariska kejsarinnan Jingu Kogo, samt en faster till en kejsare som ska ha varit shaman och sades ha begått självmord, och den prästinna som grundade Templet i Ise.  
Himiko och den exakta positionen av landet Wa, som är det äldsta namnet för Japan, har variit föremål för debatt sedan medeltiden och frågan kallas fortsatt "den japanska historiens största gåta". 
Himiko har fått en krater på Venus uppkallad efter sig.